# Bob Seger
Robert Clark Seger (6 de maio, 1945) é um cantor e compositor popular norte-americano. Flertando com o Roots rock e com o Heartland rock, e com uma voz rouca e poderosa, Seger compôs e gravou músicas que tratam de temas de amor, mulheres e colarinho azul, consagrando-se nas décadas de 1970 e 1980. Seus maiores sucessos foram  as músicas "Ramblin' Gamblin' Man", "Night Moves", "Turn the Page", "Still the Same", "We've Got Tonight", "Against the Wind", "You'll Accomp'ny Me", "Shame on the Moon", "Like a Rock", "Shakedown" e "Old Time Rock and Roll". Sua gravação de Old Time Rock and Roll foi eleita uma das 25 Canções do Século pela RIAA, em 2001.
Com uma carreira de pouco mais de seis décadas, Seger vendeu mais de 75 milhões de discos em todo o mundo, tornando-o um dos artistas mais vendidos do mundo em todos os tempos. Seger foi induzido no Hall da Fama do Rock and Roll em 2004 e no Hall da Fama dos compositores em 2012, além de ter sido homenageado com um "Legend of Live" pela Billboard em 2015.

## Álbuns

### Álbuns de estúdio

#### The Bob Seger System (1969–1970)
- 1969 Ramblin' Gamblin' Man
- 1969 Noah
- 1970 Mongrel

#### Bob Seger (1971–1975 2006-2017)
- 1971 Brand New Morning
- 1972 Smokin' O.P.'s
- 1973 Back in '72
- 1974 Seven
- 1975 Beautiful Loser
- 2006 Face the Promise
- 2014 Ride Out
- 2017 I Knew You When

#### Bob Seger & The Silver Bullet Band (1976–)
- 1976 Night Moves
- 1978 Stranger in Town
- 1980 Against the Wind
- 1982 The Distance
- 1986 Like a Rock
- 1991 The Fire Inside
- 1995 It's a Mystery

#### Albums Ao Vivo
- 1974 Get Out Of Denver
- 1976 Live Bullet
- 1981 Nine Tonight

#### Coletâneas
- 1994 Greatest Hits
- 2003 Greatest Hits 2
- 2009 Early Seger Vol. 1
- 2011 Ultimate Hits: Rock and Roll Never Forgets

#### Outros Lançamentos
- 1979 The Bob Seger Collection
- 1990 The Singles 66–67
- 2004 Lookin' Back